# María Dolores Baena Alcántara
María Dolores Baena Alcántara  fue directora del Museo Arqueológico de Córdoba desde febrero de 2002 hasta diciembre de 2023 cuando fue cesada. Es licenciada en Historia por la Universidad de Córdoba . Además, fue presidenta del Consejo Social de Córdoba desde 2015 hasta 2020
Desde febrero de 2024 es asesora del Centro de Creación Contemporánea de Andalucía en Córdoba.

## Trayectoria
Tras haber colaborado en algunas excavaciones en su ciudad natal, los primeros pasos en la actividad profesional los da al ser contratada como arqueóloga en prácticas en la Delegación Provincial de Cultura de Córdoba desde la mitad de 1986 a la mitad de 1987. En 1989 es contratada por la Consejería de Cultura de la Junta de Andalucía para la catalogación de zonas arqueológicas en la provincia de Córdoba. Mientras tanto, ha seguido realizando excavaciones arqueológicas de urgencia en la ciudad de Córdoba.
En 1990 obtiene un nombramiento interino como jefa de Departamento de Conservación del Museo Arqueológico de Córdoba, que ocupa hasta el año 2000, cuando pasa a ocupar –también interinamente- el puesto de asesor técnico de Conservación. El 26 de abril de 2001 pasa a ocupar interinamente una plaza en el Museo de Bellas Artes de Córdoba, aunque su trabajo lo sigue desarrollando en el Arqueológico de la ciudad.
En torno al año 2000 o 2001 se presenta a las oposiciones al Cuerpo de Conservadores de Museos de la Junta de Andalucía, aprobando y siendo nombrada funcionaria de carrera por Orden 6 de julio de 2001 (BOJA 95, de 18 de agosto de 2001). Su primer destino lo va a tener en el Museo de Huelva, donde estará como asesor técnico de Difusión. desde agosto de 2001 al 1 de febrero de 2002. A continuación, será nombrada directora del Museo Arqueológico y Etnológico de Córdoba por Resolución de 28 de diciembre de 2001 (BOJA n.º 13 de 31 de enero de 2002), puesto que ocupa desde el 2 de febrero de 2002 hasta la actualidad.
En el desarrollo de su actividad profesional ha dado numerosas conferencias y participado en mesas redondas. Ha sido miembro de grupos de investigación de la Universidad de Córdoba desde 1989 en adelante. Fue miembro de la Comisión Andaluza de Museos 2002-2004; miembro del Consejo de redacción de la Revista MUS-A desde septiembre de 2002 y Vocal del Patronato del Museo Arqueológico Nacional desde noviembre de 2006.
Participó en más de 50 jornadas sobre arqueología y museología y ha realizado más de 50 publicaciones avalando su carrera profesional en el ámbito de la Historia y Arqueología. Fue galardonada con el Premio "Juan Bernier" de Arqueología en 2010 de la Asociación Arte, Arqueología e Historia de Córdoba.
El 21 de diciembre de 2023 fue cesada tras 21 años como directora del Museo Arqueológico de Córdoba, al igual que otros cargos de museos autonómicosy en enero de 2024 se le asignó como asesora del Centro de Creación Contemporánea de Andalucía.

## Estudios
Entre su gran variedad de trabajos y escritos encontramos:
Libros
- La Mezquita-Catedral de Córdoba (1986), editado por Francisco Baena.
- Guía de la Mezquita-Catedral de Córdoba (2006), editado por El Almendro.

Excavaciones
- Excavación Arqueológica de Urgencia en la sede del I.N.S.S. (Córdoba) recogida en el Anuario Arqueológico de Andalucía 1985, vol. III. pp 131-136 Fue realizada por Alejandro Ibáñez, Julio Costa, Ricardo Secilla y Dolores Baena.
- Intervención Arqueológica de Urgencia en C/ Eduardo Quero, 11 (Córdoba) recogida en el Anuario Arqueológico de Andalucía 1985, vol. III. pp 127-130. Fue realizada por Alejandro Ibáñez, Julio Costa, Ricardo Secilla, Pilar Alcain y Dolores Baena.
- Prospección arqueológica en la Autovía de Andalucía, variante de La Carlota recogida en el Anuario Arqueológico de Andalucía 1987, vol. III. pp 197-202. Fue realizada por Julio Costa y Dolores Baena.
- Intervención Arqueológica de Urgencia en Avda. de las Ollerías, 2 (Córdoba) recogida en el Anuario Arqueológico de Andalucía 1987, vol. III. pp 151-158..
- Intervención Arqueológica de Urgencia en Avda. de las Ollerías, 14 (1ª fase) recogida en el Anuario Arqueológico de Andalucía 1989, vol. III. pp 138-145.
- Intervención Arqueológica de Urgencia en Plaza Gonzalo de Ayora (2ª fase) recogida en el Anuario Arqueológico de Andalucía 1989, vol. III. pp 146-150.
- Nuevos datos acerca del amurallamiento N. de la Ajerquía. Excavaciones Arqueológicas en Avda. de las Ollerías 14, recogida en Cuadernos de Madinat al-Zahra, vol. II. pp 165-180. Realizada por Pedro Marfil y Dolores Baena.

Artículos de revista
- La estructura defensiva medieval de Córdoba: el trazado norte de la muralla de la Ajerquía, publicado en Arte, Arqueología e Historia, nº 7, Córdoba. pp 99-102.
- Programa museológico y concepto de reservas. Proyecto de ampliación y rehabilitación del Museo Arqueológico y Etnológico de Córdoba, publicado en Boletín Dirección General del Instituto Andaluz de Patrimonio Histórico nº 34. pp 110-116.
- Una transformación capital: Museo Arqueológico y Etnológico de Córdoba, publicado en Mus-A, nº 0, pp 52-55.
- La exposición temporal "El teatro romano de Córdoba" publicado en Mus-A, nº 2.
- El Museo Arqueológico y Etnológico de Córdoba. Una propuesta para el tratamiento integral del Patrominio, publicado en Mus-A, nº 3.
- Una historia con futuro: proyecto de ampliación y reforma del Museo Arqueológico y Etnológico de Córdoba, publicado en Mus-A, nº 4, pp 44-49.
- Museo Arqueológico de Córdoba. Encuentro de culturas en un singular espacio urbano publicado en Mus-A, nº 7.
- Exposición temporal Maskukat: tesoros de monedas andalusíes en el Museo Arqueológico de Córdoba, publicado en Mus-A, nº 8. Realizado por Alberto Canto y Dolores Baena.